# Žička eparhija
Žička eparhija jedna je od najstarijih i teritorijalno najprostranijih eparhija Srpske pravoslavne crkve. Njen teritorij proteže se od Rudnice pa sve do Moravaca (kod Ljiga) i od Brusa do Bajine Bašte. Sjedište je eparhije u Kraljevu, a njen je sadašnji episkop Justin Stefanović.

## Povijest
Eparhija je nazvana po manastiru Žiči koji se nalazi oko pet kilometara daleko od Kraljeva. U Žiči se u vrijeme svetoga Save nalazilo prvo sjedište autokefalne Srpske pravoslavne crkve. Sam Sava odatle je upravljao novom samostalnom Crkvom. U okviru ove eparhije nalaze se značajniji manastiri: Žiča, Studenica, Ljubostinja, Rača, Gradac, kao i ovčarsko-kablarski manastiri i mnogi drugi.
Episkopi koji su stolovali u Žiči ponajprije su arhiepiskopi koji su upravljali Srpskom pravoslavnom crkvom, počevši od sv. Save pa nadalje. Episkopi koji su na njenom čelu bili poslije obnove države Srbije su: Nićifor Maksimović (1831. – 1853.), Joanikije Nešković (1854. – 1873.), Vićentije Krasojević (1873. – 1882.), Kornelije Stanković – nekanonski (1883. – 1885.), Nikanor Ružičić (1886. – 1889.), Sava (Barać) Dečanac (1890. – 1913.). Zatim su na katedri ove eparhije bili Jefrem Bojović, Nikolaj Velimirović, German Đorić (kasnije patrijarh), Vasilije Kostić i Stefan Boca.

## Vanjske poveznice
- Službene stranice Žičke eparhije